# Polystroma steeleae
Polystroma steeleae là một loài bướm đêm trong họ Geometridae.